# Prêmio Herbert Walther
O Prêmio Herbert Walther (em alemão:  Herbert-Walther-Preis, em inglês:  Herbert Walther Award) é um prêmio concedido desde 2009 pela Deutsche Physikalische Gesellschaft (DPG) e pela Optical Society of America (OSA) para conquistas excepcionais em óptica quântica e física atômica e trabalho marcante na comunidade científica internacional. É concedido em memória de Herbert Walther, sendo alternadamente concedido nos Estados Unidos e na Alemanha. É dotado com 5.000 euros.

## Recipientes
- 2009 David Wineland
- 2010 Serge Haroche
- 2011 Marlan Scully
- 2012 Alain Aspect
- 2013 Jeffrey Kimble
- 2014 Massimo Inguscio
- 2015 Peter Toschek
- 2016 Peter Zoller[1]
- 2017 Randall Gardner Hulet[2]